# Koroneia
Koroneia (grekiska Κορώνεια, latin Coronea) var en forngrekisk stad i landskapet Boiotien, belägen på en kulle vid sydvästra sidan av Kopaisdalen. 
Staden var en av de viktigaste medlemmarna i det boiotiska förbundet, och i närheten låg ett åt Athena Itonia helgat tempel där de boiotiska städerna firade sin förbundsfest (pamboiotia). Fältslag utspelades vid Koroneia år 447 f.Kr., då boioterna frigjorde sig från Atens övervälde, och 394 f.Kr., då Agesilaos och spartanerna under det s.k. korintiska kriget tillkämpade sig en blodig och dyrköpt seger över atenare, thebaner och deras bundsförvanter. Endast få ruiner av det antika Koroneia finns i behåll, men i närheten ligger den moderna orten Koroneia, med 4 625 invånare (2001).